# 红缨合耳菊
红缨合耳菊（学名：Synotis erythropappa）为菊科合耳菊属的植物，是中国的特有植物。分布在中国大陆的西藏、四川、云南、湖北等地，生长于海拔1,500米至3,900米的地区，常生于灌丛边、林缘或草坡，目前尚未由人工引种栽培。

## 别名
红毛千里光（图鉴）、红缨尾药菊

## 异名
- Senecio erythropappus Bur. et Franch.
- Senecio talongensis Franch.